# 森田潔
森田 潔（もりた きよし、1949年12月24日 - ）は、日本の研究者、教育者、医師（麻酔科医）、医学博士。2011年4月 - 2017年3月まで岡山大学第13代学長を務めた。岡山大学名誉教授。

## 概要
専攻は医学（特に麻酔科学、蘇生学など）。岡山県倉敷市出身。
- 1968年 - 岡山県立岡山朝日高等学校　卒業
- 1974年 - 岡山大学医学部医学科　卒業
- 1977年 - アメリカ・アルバートアインシュタイン大学モンテフィオーレ病院　研究員
- 1980年 - 香川県立中央病院麻酔科
- 1993年 - 岡山大学医学部麻酔・蘇生学講座　助教授
- 2002年 - 同　教授
- 2005年 - 同　大学理事（病院担当）、岡山大学病院　病院長（兼任）
- 2011年 - 同　学長（第13代）
- 2017年 - 同　学長退任、同大学名誉教授[2][3]

## 活動
- 地域医療連携推進法人制度を利用した「岡山大学メディカルセンター（OUMC）構想」を提言。岡山大学病院と岡山市内の6病院を同じガバナンスで運営することを目指し、大学病院の新たな在り方を提言した[4][5]。